# Vuelta a Andalucía 1995
La 41ª edición de la Vuelta a Andalucía se disputó entre el 13 y el 17 de febrero de 1995 con un recorrido de 823,6 km dividido en 5 etapas, con inicio en Sevilla y final en Granada. 
El vencedor, el italiano Stefano Della Santa, que logró la victoria por segunda vez consecutiva, cubrió la prueba a una velocidad media de 41,184 km/h, la clasificación de la regularidad fue para el también italiano Adriano Baffi, mientras que la de la montaña la obtuvo el australiano Neil Stephens y la de la de metas volantes para el español José Antonio Espinosa. 

## Etapas
| Etapa | Fecha         | Recorrido                 | Km    | Ganador de la etapa |
| 1ª    | 13 de febrero | Sevilla - Sevilla         | 105,2 | Jeroen Blijlevens   |
| 2ª    | 14 de febrero | Dos Hermanas - Fuengirola | 203,4 | Adriano Baffi       |
| 3ª    | 15 de febrero | Málaga - Torrox-Costa     | 152,0 | Francisco Cabello   |
| 4ª    | 16 de febrero | Motril - Jaén             | 165,8 | Adriano Baffi       |
| 5ª    | 17 de febrero | Torredonjimeno - Granada  | 182,0 | Marc Wauters        |